# Білий танець (фільм)
«Білий танець» — радянський художній фільм-драма 1981 року, знятий на Одеській кіностудії.

## Сюжет
1920-ті роки. У кубанське село Таліци повертається з фронту громадянської війни Степан Хомутов і вирішує в колишній князівській садибі організувати комуну. Селяни, боячись і бандитів, і комунарів, вичікують результату боротьби. У цій складній ситуації колишня наймичка Олена, дружина багатія, полюбила наймита Гната, який через слабкість свого характеру примкнув до бандитів і отримав завдання спалити село…

## У ролях
- Надія Бутирцева — Олена
- Івар Калниньш — Гнат (озвучив Сергій Малишевський)
- Олександр Потапов — Степан Хомутов
- Віктор Павлов — Петро
- Вітаутас Томкус — Антип Рабаков (озвучив Володимир Сафронов)
- Борис Новиков — Фома
- Тетяна Говорова — Настя
- Валентин Голубенко — Єгор Євтихіанович
- Сергій Плотников — Матвій Григорович
- Сергій Бехтерєв — Микита
- Валентин Нікулін — Федір Лукич
- Віктор Михайлов — князь
- Анна Твеленьова — княжна
- Людмила Ариніна — Лідія Веніамінівна
- Олександр Мілютін — Укропов
- Ігор Нелін — онук
- Борис Нелін — онук
- Наталія Голофастова — Аня
- Михайло Горносталь — селянин
- Тетяна Рудіна — комісарша
- Петро Шидивар — селянин
- Мілена Бурд — епізод
- Анатолій Бистров — селянин
- Іван Горобець — епізод
- Євгенія Лижина — стара
- Сергій Глазков — хлопець
- Микола Токар — бандит

## Знімальна група
- Режисер — Валентин Виноградов
- Сценаристи — Олег Новопокровський, Валентин Виноградов
- Оператори — Володимир Панков, Аркадій Першин
- Композитор — Ігор Кантюков
- Художник — Наталія Ієвлєва